# Хрватска у Народноослободилачкој борби
Народноослободилачка борба у Хрватској под руководством Комунистичке партије Југославије развила се убрзо након окупације Југославије, формирања Независне Државе Хрватске и почетка прогона Срба, Јевреја, Рома и антифашистички расположених Хрвата од стране усташа. Ситуација у Хрватској била је другачија од остатка окупиране Југославије, јер се стварањем НДХ промовисала тобожња независност хрватског народа, иако је она била марионетска творевина подређена фашистичкој Италији и нацистичкој Немачкој. Устанак у Хрватској је у почетку био посебно масован у Лици, Кордуну, Банији и Далмацији, као последица усташких прогона пред којима су Срби уточиште углавном нашли међу партизанима, док је у Далмацији владало снажно антиокупаторско расположење због Павелићевог препуштања доброг дела хрватског приморја директној италијанској анексији.

## Позадина
Након извршене окупације Југославије априла 1941. године, договором између Италије и Немачке, које су се у формирању НДХ користиле нерешеним националним питањем у Југославији, власт је у тој квислиншкој творевини (проглашеној 10. априла 1941, након уласка немачлких трупа у Загреб) преузела усташка организација предвођена Антом Павелићем, који је с неколико стотина усташа дошао из Италије 16. априла 1941. године. након успоставе НДХ, вођа ХСС-а Владко Мачек позвао је хрватски народ на лојалност према усташкој власти, а присталице и функционере ХСС-а на сарадњу с новим режимом.
Границе НДХ, у чији је састав ушао већи део Хрватске, Босна и Херцеговина и Срем, одредили су немачки, италијански и мађарски окупатори. Италија је, на основи Римских споразума између Павелића и Мусолинија 18. маја 1941, анектирала велик део Хрватског приморја и Горског Котара, знатан део Далмације и готово сва острва. Мађарска је у априлу окупирала Барању, Међимурје, а у децембру их анектирала.
Режим НДХ је обезбеђивао Немачкој експлоатацију привредних богатстава, потицао мобилизацију радне снаге за њену привреду и остало. Немачка национална мањина имала је у НДХ привилегован статус. Демаркациона линија, која је делила подручје окупиране Југославије на италијанску и немачку интересну зону, ишла је приближно од Самобора, поред Глине, западним делом Баније, поред Босанског Новог, Санског Моста, Мркоњић Града и Доњег Вакуфа те преко Битовње и Трескавице на Дрину. Територија северно од те линије била је под немачким надзором. Италија је анектирану територију назвала Првом зоном. Да би се обезбедио промет копном за потребе окупационих снага те успоставила повезаност од Истре до Црне Горе, подручје између мора и демаркационе линије подељено је линијом Плитвичка језера-Пљешевица-Велика Голија-Прењ-Троглав. Тај појас добио је име Демилитаризована зона, а касније је назван Другом зоном. У тој зони НДХ није смела да подиже утврде ни војне базе. Крајем августа 1941, простор између те зоне и демаркационе линије назван је Трећом зоном.
На простору НДХ, усташе су, водећи се расном теоријом и нацистичком идеологијом и методима, ставили ван закона Србе, Јевреје и Роме. Истребљујући српски народ, усташки режим отпочео је прогон физичким уништавањем и насилним исељавањем. Под ударом усташког терора били су комунисти, антифашисти и сви они Хрвати и Бошњаци, који су изражавали било какво противљење или сумњу у усташки режим. Усташе су прогласиле Србе вековним непријатељима хрватског народа те су над њима покренули геноцид; покољи су попримили широке размере посебице у Кордуну, Банији, Лици и Книнској крајини. на целом подручју НДХ вршена су хапшења и довођења у концентрационе логоре. Ликвидација Јевреја обављана је по усташким одредбама о потреби „заштите аријевске крви и части хрватског народа”. Сва та убиства и хапшења праћена су одузимањем и пљачком имовине Срба, Јевреја и других. Усташе су такође вршиле насилно прекрштавање Срба на римокатоличанство, забраниле ћирилицу и православне верске школе, отпуштале Србе из службе и остало.

## Припреме за устанак
Грађанске партије и групације које су до рата деловале у Хрватској, формално су готово престале да постоје и делују. С обзиром на утицај на сељаштво у Хрватској, најзначајнија је била Хрватска сељачка странка. Десно оријентисани део чланства  придружио се усташама, део страначких првака емигрирао је с југословенском владом у Лондон. Главни део вођства с Мачеком заузео је став чекања, јер ће, по Мачекову стајалишту, о судбини Хрватске и Југославије после рата ионако одлучивати велике силе.
У тешким условима фашистичке окупације и усташког терора, једино је Комунистичка партија Хрватске, делујући у оквиру јединствене политике Комунистичке партије Југославије, имала постављене задатке за ратне услове: објашњавала је политику окупатора, квислиншки карактер НДХ, супротстављала се усташкој политици распиривања мржње према српском народу истичући притом потребу заједничке борбе Срба и Хрвата у предстојећој Народноослободилачкој борби, осуђивала терор и прогоне посебно над Србима и Јеврејима, који су попримили обележје геноцида, те настпала против ХСС-ове политике чекања и пасивности.
У време покретања оружане борбе у Хрватској је било око 4.000 чланова КПЈ и 11.000 чланова СКОЈ-а. Одлуку владе Душана Симовића, донесену уочи Априлског рата, о распуштању логора и јединица у којима су били заточени комунисти, власт Бановине Хрватске није остварила, већ је комунисте и 50 ухапшених у ноћи 30/31. марта 1941. у Загребу предала усташкој власти. Иако су хапшени и након Априлског рата, велика хајка против комуниста покренута је након напада Немачке на СССР 22. јуна 1941. године. Тешке ударце претрпеле су партијске органзиације у Загребу (16. мај), Осијеку, Вуковару и Новој Градишки. У северозападној Хрватској разбијено је више партијских и скојевских организација и током априла и маја убијено или ухапшено око 200 чланова КПХ. У масовним прогонима Срба и Јевреја страдали су и многи комунисти, посебно на подручју Кордуна, Лике, Баније и Грубишног Поља. 
После окупације, а пре дизања устанка, значајно је било Мајско саветовање КПЈ у Загребу, на којем је међу осталим одлучено да се ослободилачка борба покрене и на хрватским подручјима која су после Првог светског рата остала под Италијом. Истог месеца је, у оквиру припрема за оружани устанак, при Централном комитету КПХ формиран Војни комитет. Током маја и јуна, Раде Кончар, Павле Грегорић, Јосип Краш, Марко Орешковић, Карло Мразовић, Стипе Угарковић, Павле Пап, одлазили су у поједине крајеве Хрватске да пренесу закључке и смернице ЦК КПЈ и ЦК КПХ, те да помогну у припремама за оружану борбу. У партијској организацији Загреба припреме су вршили Владимир Бакарић и Драгутин Саили. Поводом напада Немачке на СССР, ЦК КПХ позвао је хрватски народ у ослободилачку борбу наглашавајући да је „Куцнуо час када треба ступити у борбу за коначно национално и социјално ослобођење“. У околици Сиска, већ је 22. јуна, иницијативном члана ЦК КПХ Владе Јанића Цапе, формиран први партизански одред у Хрватској, Сисачки партизански одред. Као резултат војних и политичких припрема оружане борбе, крајем јуна и током јула формиране су борбене (ударне) групе у Загребу, Карловцу, Сплиту, Шибенику, Славонском Броду и другим местима, а партизанске групе и одреди на Кордуну, у Лици, Банији, Горском Котару, Хрватском приморју, Славонији, на Билогори и Калнику. Већина тих група и одреда почела је изводити борбене акције, у првом реду саботаже и диверзије.
На седници ЦК КПХ од 6. јула 1941. разрађени су задаци у духу одлука Политбироа ЦК КПЈ од 4. јула о покретању оружане борбе против окупатора и у поједине крајеве упућени делегати ЦК КПХ, по истом распореду као у мају и јуну, да обезбеде остваривање тих задатака. Основано је Оперативно партијско руководство (чланови Владо Поповић, Раде Кончар и Андрија Хебранг) за организовање и вођење оружане борбе. У јеку тих припрема, одређен застој у раду КПХ изазвао је Јосип Копинич, руководилац центра за везу Коминтерне с неким комунистичким партијама, који се тада налазио у Загребу. Инсистирајући на хитном покретању оружаних акција, критиковао је ЦК КПХ, те се позивајући на наводна овлашћења из Коминтерне и без знања ЦК КПЈ, одлучио да се ЦК КПХ распусти, чему су се његови чланови успротивили не прихватајући никакве директиве мимо ЦК КПЈ. У недовољно припремљеној акцији спашавања комуниста из логора у Керестинцу, коју је пожуривао Копинич, погинуло је или стрељано 80 комуниста.

## Избијање масовног устанка
Непосредне припреме комуниста за оружану борбу у Лици, на Кордуну и Банији текле су готово упоредо с припремама усташког режима за општу акцију уништавања српског становништва, који је након јунског устанка у Херцеговини и вести о устанку у Црној Гори и успесима партизана у Србији хтео спречити устанички покрет у тим крајевима.
Масовни устанак почео је најпре у јужној Лици, где су устаници ослободили место Срб 27. јула. Устаничке акције убрзо су захватиле целу Лику, која је већим делом ослобођена. Српско становништво Книнске крајине, под утицајем устанка у Босанској крајини и Лици, крајем јула масовно се дигло на оружје. У другој половици августа на подручју Лике и Книнске крајине разбијена је усташко-домобранска офанзива. Оружане акције партизанских одреда на Кордуну (Петрова гора) и Банији (Шамарица) и у делу Горског Котара, покренуте у време усташке акције уништавања српског становништва, имале су у почетку обележје одбрамбених борби за заштиту збегова народа по шумама, а поткрај лета прерасле су у офанзивне акције у току којих је стварана слободна територија. На устаничком подручју преовладала је основна тенденција да се прихвати и организује народ који се дигао на устанак и одупирао повлачењем у збегове и њиховом одбраном.
Лета 1941, дошло је до формирања партизанских одреда у Хрватском приморју, Горском котару и Далмацији. Та подручја су имала нека заједничка обележја: становништво им је било претежно хрватско, анектирао их је или запосео италијански окупатор, у њима је био јак политички утицај КПХ у народу којега се већина одмах након капитулације Југославије противила новом стању и била спремна да пружи отпор окупатору и усташама. У Горском Котару и Хрватском приморју су током јула и августа оснивани партизански логори, који су након свладавања одређене колебљивости око уласка у отворену борбу, уједињени у партизанске одреде и чете. У централној и северној Далмацији током августа је било основано седам партизанских одреда, чији су припадници били углавном чланови КПЈ и СКОЈ-а из анектираних градова и острва. Међутим, због брзине формирања одреда у року од неколико дана, слабе организације пребацивања на Динару, несналажења и неповољних прилика у Загори за прихват партизана, готово сви одреди су уништени. Једино је део Шибенског НОП одреда успео да се пробије у Босанску крајину.
У крајевима Хрватске северно од Купе и Саве прве оружане акције неколико мањих партизанских одреда и група народ није подупирао. Посебно те акције није подупрло сељаштво тог подручја у којега је под утицајем ХСС-ове политике лојалности и пасивности преовладавало схватање да се остане по страни ратног сукоба. Осим тога, покушаји организација КПХ да покрену оружане акције узроковали су нове тешке губитке у партијских кадрова. Ти су се губици показали у градским и индустријским центрима, где је КПХ имала снажнији утицај на раднике и омладину. Тако су ударне групе у Загребу током јуна, августа и септембра уништиле складиште падобранске свиле, запалиле максимирски стадион, напале усташку свеучилишну чету, немачке војнике и авијатичаре, извеле успешну диверзију у Главној пошти у Загребу и остало. У Сплиту и околици су у то време диверзантске групе запалиле магацин бензина, прекидале телефонске и телеграфске везе, разориле железничку пругу, онеспособљавале бродове и остале акције. У тим акцијама изгубили су животе многи чланови КПЈ, скојевци и омладинци. Сличне акције извођене су у Шибенику, Славонском Броду, Сиску, Сушаку и Карловцу.

## Стварање Народноослободилачког фронта
Променама у међународним односима нападом Немачке на СССР и стварањем британско-совјетског ратног савеза, створили су повољне услове за КПЈ да у Народноослободилачку борбу укључи све антифашистички расположене групације, укључујући и предратне странке које су остале пасивне и суздржане. Тому су погодовале и мере усташких власти: мобилизација становништва у домобранске јединице, појачани прогони над Србима и антифашистима, притисак на вођство ХСС-а да успостави тешњу сарадњу с усташама, те повећање намета и пореза становништву. У таквој је ситуацији ЦК КПХ настојао успоставити сарадњу с ХСС-ом те да добије што већу подршку његових чланова и присталица у борби. Зато је ЦК КПХ покренуо „Вјесник Хрватске јединствене народноослободилачке фронте”, у чијем је првом броју од 11. августа 1941. истакао да се у ослободилачкој борби „кује јединство комуниста и присталица Хрватске сељачке и Самосталне демократске странке, с католицима, Србима у Хрватској“ и да су циљеви те борбе „истерати окупатора, свргнути наметнути режим и омогућити народу да себи сам изабере владу и поредак, како то буде слободна већина народа хтела“. Према руководству КПХ, сарадња с ХСС-ом била је нужна како би се пасивно сељачко становништво у пределу северно од Купе и Саве ангажовало у Народноослободилачком покрету. На Титову сугестију, руководство се почетком септембра прогласом обратило присталицама ХСС-а у којем их је позвало на заједничку борбу против окупатора и њихових сарадника. Међутим, вођство ХСС-а на челу с Мачеком није прихватило иницијативу ЦК КПХ и остало при ставу „ништа с комунистима“. Јурај Крњевић, ХСС-овац и потпредседник југословенске владе у избеглиштву, напао је преко Радио-Лондона комунисте због организовања ослободилачке борбе.

## Појава четничких снага
У исто време КПХ се суочила с акцијом спрских националистичких снага да преокрену устанак у своју корист. Због немоћи НДХ да смири устаничка подручја, италијанске снаге одлучиле су да интервенишу и угуше устанак. Италијанској војној интервенцији претходили су договори са српским националистичким вођама о борби против НОП-а. На тој основи склопљен је споразум 25. августа 1941. између италијанске војне команде и вођа Српског националног покрета, којим је Италија обећала успоставу реда и безбедности у устаничким подручјима, а српске вође обавезале су се да ће се устаници вратити кућама и да ће убудуће бити спречена свака оружана активност.
Долазак италијанских трупа праћен је пропагандом о успостави мира и безбедности што је довело до осеке устанка у јужној Лици и Книнској крајини, а након тога до стварања првих четничких формација. Такве су формације после стваране с више или мање успеха у готово свим подручјима што су их реокупирале италијанске снаге. Већина устаника вратила се кућама, али је задржала оружје. У таквој ситуацији развила се битка за њих између КПХ и четничких снага, а исход тога било је стварање партизанских и четничких формација - прве су биле јаче у Лици, а друге у Книнској крајини. На Банији и Кордуну, у које су такође поновно ушле италијанске јединице као тобожњи заштитници српског народа од усташког терора, настало је исто тако колебање и превирање међу устаницима слично оном у Лици, али је процес стабилизације устанка био бржи; највећи део устаника наставио је борбу против усташа и италијанских окупационих снага.
КПХ је тада у устаничким крајевима развила активност ради сузбијања четничких снага да не скрену српске устанике у братоубилачку борбу. Стварању поверења између Срба и Хрвата у Лици много је допринело приступање већих група Хрвата НОП-у, а посебно долазак у Лику чете Далматинаца, махом Хрвата, која је децембра 1941. ушла у састав батаљона „Марко Орешковић“. Након реокупације Друге зоне у септембру и Треће зоне у октобру, уследиле су акције италијанских јединица у Горском Котару, Лици, на Кордуну, те усташа и домобрана на Банији, пљачкана су села, становништво убијано и одвођено у концентрационе логоре. Постепеним сузбијањем деловања националистичких снага, стварала су се на тим подручјима трајна упоришта НОП-а. Након што се ослободио националистичких оптерећења, устанак је деловао као снажан чинилац зближавања Срба и Хрвата и продирања идеја братства народа у заједничкој борби.

## Омасовљење устанка и оснивање Главног штаба НОВ Хрватске
На саветовању у Столицама крајем септембра 1941. године, на коме су као делегати Хрватске учествовали Раде Кончар и Владо Поповић, имало је велико значење за развој НОБ-а, руковођење оруажном борбом и изградњу војних јединица. Почетком октобра у Крбавици код Коренице био је одржан састанак партизанских руководилаца Лике, Баније, Кордуна, Хрватског приморја и Горског Котара, на којем су пренесене одлуке са саветовања у Столицама. Спроводећи закључке саветовања, одлуком Централног комитета КПХ био је формиран 19. октобра Главни штаб Народноослободилачких партизанских одреда Хрватске као војно руководство за Хрватску. Командантом Главног штаба Хрватске именован је Иван Рукавина, а политичким комесаром Марко Орешковић. Након сазнања о Орешковићевој погибији, ту дужност преузео је Владимир Бакарић.
До краја децембра у Лици је формирана Личка група НОП одреда од 10 батаљона и друге мање јединице, на Кордуну Кордунашки партизански одред од 4 батаљона, на Банији Банијски партизански одред од 2 батаљона, у Славонији Папучко-крндијски и Псуњски партизански одред те у Далмацији три одреда и неколико мањих партизанских група. У селу Збјегу код Слуња одржано је 13. децембра прво саветовање Главног штаба Хрватске с руководиоцима партизанских штабова Лике, Кордуна, Баније, Горскога Котара и Хрватског приморја на коме је донесена одлука о формирању ударних батаљона као покретних оперативних јединица невезаних за одређено подручје и разрађен план будућих акција партизанских јединица ради повизвања тамошњих слободних територија. У то време ГШ Хрватске није имао везе с Далмацијом, Славонијом и северозападном Хрватском, па су се директиве и извештаји преносили преко партијских руководстава. Крајем 1941. у Хрватској је под командом ГШ Хрватске било 8 партизанских одреда и 7 самосталних партизанских батаљона (укупно 18 батаљона), неколико самосталних партизанских чета, с око 7000 партизана, а у окупираним градовима дејствовало је више ударних група.
Упоредо с развојем партизанских јединица стварали су се и први облици политичког окупљања НОП-а - одбори НОФ-а, антифашистички активи жена и омладине, а на ослобођеним територијама и Народноослободилачки одбори, који су преузимали функције локалне власти. До краја 1941. у Хрватској је основано 6 котарских, 27 општинских, 407 месних и 235 акционих и других НОО-а. На темељу одлука и ставова о значају и задацима НОО-а донетих на Саветовању у Столицама и објављених у „Борби”, ЦК КПХ је Окружници бр. 4 од 6. децембра 1941. разрадио упуте о развоју и улози НОО-а. Посебно је упозоравао да НОО-и морају сузбијати утицај оног дела ХСС-а који је био непријатељских настројен према Народноослободилачком фронту, заговра пасивност и мир и тиме кочи сваку борбу против окупатора и колаборациониста. Централни комитет КПЈ и Врховни штаб НОВЈ посебице су указивали на важност интензивног рада на привлачењу хрватског сељаштва да што више учествује у НОБ-у, на ширење оружаног устанка и раскринкавање ХСС-а и његове "политике чекања". На темељу тих ставова, ЦК КПХ је закључио да су исцрпљене све могућности придобијања вођства ХСС-а те је тежиште своје политике пребацио ширење политике Народноослободилачког фронта одоздо односно на повезивање с појединим првацима, локалним функционарима и присталицама ХСС-а. Деловање КПХ у том смеру допринело је даљем раслојавању ХСС-а који се развијао различитим интензитетом у појединим хрватским подручјима - брже је текао у Далмацији и Хрватском примору, шире је захватио Славонију и Мославину, а у осталим крајевима утицај ХСС-а је и даље био доминантан. У решавању појединих политичких и организационих проблема развоја НОБ-а у Хрватској помогли су Едвард Кардељ и Иво Лола Рибар, који су као чланови Организационог секретаријата ЦК КПЈ у јануару 1942. дошли у Загреб, где је још увек било седиште ЦК КПХ, који је у марту коначно прешао на слободну територију.

## Народноослободилачки покрет током 1942.
У селу Збјегу одржано је 30. и 31. јануара 1942. друго саветовање ГШХ с руководиоцима партизанских штабова за Лику, Кордун, Горски Котар и Хрватско приморје ради основања партизанских јединица, формирања покретних јединица и измене искустава у борбеном деловању. Ради школовања војних кадрова ГШХ је 20. фебруара 1942. основао Официрску школу НОПО Хрватске, која је новембра 1942. ушла у састав новоосноване Војне школе НОВ и ПОЈ. До марта партизански су одреди ослободили велик део Лике, Баније, Горскога Котара и Кордуна; до тада су углавном биле савладане посљедице четбичке акције и обезбеђен даљи раст и јачање НОП-а. Од јануара су у Макарском примјрју уследиле прве партизанске акције на мору. У Славонији су за то време партизански одреди водили тешке одбрамбене борбе против усташко-домобранских снага. У пролеће 1942, ангажовањем ЦК КПХ, потакнут је рад на обнови и консолидацији руководства и организација КП и СКОЈ-а у северозападној Хрватској, Жумберку и Покупљу, где су на терену дејствовале мале партизанске групе.
Ради успешнијег развијања оружане боре, ГШХ је у духу директиве ВШ НОВ и ПОЈ поделио 21. марта територију Хрватске у 5 оперативних зона. Прва зона обухватала је Лику, Кордун и Банију; Друга оперативна зона ширу околицу Загреба, Хрватско Загорје, Мославину, Калник, Жумберак и Покупље; Трећа оперативна зона Славонију и Срем; Четврта зона Далмацију до Неретве и Ливањско подручје; Пета зона Горски Котар и Хрватско приморје. У априлу је коначно успостављена веза ГШХ са Далмацијом, а у мају са Славонијом. У Кореници је 7. маја формиран Први пролетерски батаљон Хрватске. Проширењем борби повећавао се број бораца у партизанским јединицама, а хрватско се становништво све више укључивало у НОП, посебице у Горском Котару, Хрватском приморју, Далмацији и Славонији. На тромеђи Лике, Далмације и Босне водио је Комбинирани партизански одред током маја жестоке борбе с четничим јединицама. Ради распламсавања устанка упућен је у Покупље и Жумберак део партизана са Кордуна, а у Славонију је у мају упућена Банијска пролетерска чета. Због појачања дејствовања партизанских јединица и проширења подручја борбених активности, окупатско-квислиншке снаге извеле су више локланих операција - крајем априла у Славонији, у мају у Горском Котару, а у јуну на Банији и најжешћа у Далмацији (Операција Албија), али без остварења циља да униште главнину партизанских снага. Удружене непријатељске јединице нису могле зауставити даљи развој НОБ-а, упркос томе што су поједниним партизанским јединицама нанеле тешке губитке и починиле многе злочине над цивилним становништвом. Италијанска окупаторска команда повукла је у пролеће 1942. своје јединице с територије НДХ које је заузела од августа до октобра 1941. године. У борбама са партизанским снагама опадала је борбена готовост домобранства, па су стога они често појединачно и понекад групно приступали партизанима.

### Формирање слободне територије и првих бригада
Средином 1942. оружана борба захватила је све крајеве Хрватске, иако различитим интензитетом. Створена је компактна слободна територија која је обухватала у Горском Котару Велику Капелу, готово сав Кордун, сву Банију и део лике источно од пруге Грачац-Врховине. Тада су у Далмацији постојала већа слободна подручја, особитно на граници Далмације и Босне (Ливањско поље). До средине 1942. такође је дошло до почетка оштрије диференцијације у редовима ХСС-а и јачих превирања међу хрватским народом уопште. Квислиншка НДХ покушала је у јануару 1942. сазивањем прве седнице Хрватског државног сабора стећи атрибут некакве државности и покушај да се легитимише међу народом, међутим Сабор је убрзо био распуштен. Органи НДХ функционисали су на суженом подручју и били потпуно овисни о окупаторским снагама и руководству.
Војни и политички успеси НОП-а ускоро су омогућили да се постепено с територијалне партизанске војне организације пређе на формирање виших и чвршћих покретних оперативних јединица - бригада способних за сложеније борбене задатке. тако су у јулу и августу из састава партизанских јединица Лике, Кордуна и Баније формиране три партизанске бригаде; Прва и Друга личка и Прва кордунашка. На мору се партизанске акције појачавају успелим нападима и запленом италијанских бродова и оних НДХ. Ради ширења оружане борбе на Истру, фопрмирана је од Истрана-партизана у Горском Котару Прва истарска чета „Владимир Гортан”, коју је истог месеца ГШХ упутио у Истру. Чета је по преласку Ћићарије основала партизански логор на Планику, где су у североисточном делу полуострва у септембру формирани први народноослободилачки одбори. У августу је ради развијања и јачања НОБ-а упућена Четврта бригада из Кордуна у Жумберак и Покупље, а три батаљона Банијског НОП одреда пребачена су у Мославину и Славонију. Током септембра су на територији Словеније заједнички дејствовале хрватске и словеначке партизанске јединице. У Хрватској је током септембра и октобра формирано још осам бригада и више партизанских одреда.
Долазак Врховног штаба с пролетерским и ударним бригадама у западну Босну и Хрватску снажно је утицао на ширење НОП-а у Хрватској, посебно у Далмацији, где је у лето 1942. око 2000 бораца из Далмације ступило у пролетерске и ударне бригаде, па су формиране нове партизанске јдинице. У првој половици новембра три бригаде НОВ Хрватске учествују заједно с бригадама Босанске крајине у Бихаћкој операцији, чиме се слободна територија Лике, Кордуна и Баније чвршће повезала у целину са слободном територијом западне Босне и Далмације. До тада су постигнутим успесима НОБ-а у Југославији створени услови за сазивање Првог заседања АВНОЈ-а 26-27. новембра у Бихаћу, на којему је учествовала и делегација Хрватске.
У другој половици новембра у Хрватској је било активно 14 бригада, 7 одреда и 3 батаљона, с више од 18.000 бораца. Поткрај године формиране су прве дивизије у Хрватској - Шеста личка, Седма банијска и Осма кордунашка, а затим и Први хрватски корпус. Тада су организована и војна подручја. У децембру су формиране још 3 бригаде и 4. дивизија, касније названа 12. славонском, а за вођење акција на мору основана је при Штабу Четврте оперативне зоне Секција за ратну морнарицу. Крајем године, осим велике слободне територије која је обухватала већи део Лике, Кордуна, Баније и Горскога Котара, била су ослобођена шира подручја Славоније, која је постала снажно жариште НОП-а, затим Далмације и Хрватског приморја, а партизанске акције захватиле су северозападне крајеве Хрватске. У другој половици 1942. НОО-и су развили у веома динамичну делатност на слободној територији - у опскрби партизанских јединица, организовању привредног живота, социјалног збрињавања, здравства и просвете. У складу са ставом ЦК КПЈ од сетембра 1942. да НОО-и уместо привремених постају "стални органи народне власти", Врховни штаб доноси нове прописе о избору и структури НОО-а. На основу тих прописа у Хрватској су на већем делу ослобођене територије у новембру и децембру 1942. одржани први општи народни избори за сеоске, општинске и котарске НОО-е. Крајем 1942. у Хрватској је било активно више од 1600 НОО-а, и то 47 котарских, 161 општински и око 1400 месних. У току је било формирање иницијативних окружних НОО-а.
У јесен 1942, НОП-у су све више приступали књижевници, ликовни уметници, музичари, културни и просветни радници и  деловали у политичким организацијама НОП-а на окупираном подручју и на ослобођеној територији. Априла 1942, када је из Загреба дошла у партизане група професионалних глумаца, већина културних радника у окупираним градовима престала је јавно деловати и одбијала учествовање у квислиншким институцијама. Снажно је одјекнуо долазак на слободну територију хрватских песника Владамира Назора и Ивана Горана Ковачића. У Хрватској је крајем 1942. деловало 18 бригада, 4 дивизије, више партизанских одреда, укупно 25.000 бораца у оперативним јединицама.
Дана 20. новембра, Тито је наредио да се промени име Врховног штаба НОП и ДВЈ у Врховни штаб Народноослободилачке војске и партизанских одреда Југославије (НОВ и ПОЈ). овим се декретом аутоматски променио и назив партизанске војске у Хрватској.  Ранији назив Главни птаб Народноослободилачких партизанских одреда преименован је у Главни штаб Народноослободилачке војске и партизанских одреда Хрватске. Тако је 20. новембра формирана Народноослободилачка војска и партизански одреди Хрватске.

### Галерија НОБ у Хрватској током 1942.
- Колона бораца Прве личке бригаде 1942. године
- Четврта кордунашка бригада у покрету 1942.
- Далматински партизани на Динари у пролеће 1942.
- Лички Ударни батаљон на походу у Далмацију маја 1942. године
- Марш славонских и банијских јединица после напада на Гојло 1942.
- Артиљерија личких јединица у Кореници 1942. године
- Улазак партизанских јединица у спаљену Дрежницу октобра 1942. после осовинске офанзиве

## Учешће бораца из Хрватске у биткама на Неретви и Сутјесци
Развој НОП-а у Хрватској током лета и јесени 1942. озбиљно је потресао квислиншку НДХ и угрозио интересе немачких и италијанских окупационих снага. У борби против НОП-а долази до повезивања, сарадње и споразума војних јединица НДХ и четника. Немачка окупаторска команда била је присиљена да на подручје НДХ доведе јаке снаге ради предузимања обимних операција. Тада је територија НДХ на којој је доминирала квислиншка власт била мања од оне која је била ослобођена или под контролом НОВЈ. Због тога су команде немачке и италијанске војске одлучиле да у сарадњи с НДХ и четницима покрену офанзиву названу Операција Вајс с циљем уништења слободне територије познате као Бихаћка република односно да униште снаге НОВЈ на том простору. Та је офанзива захватила Кордун, Банију и Лику. Водиле су се тешке вишедневне борбе. Први хрватски корпус одржао се на свом подручју, а народ је организованом акцијом НОО-а избегао масовнија уништавања.
У том раздобљу у Далмацији, коју је делимично захватила Четврта непријатељска офанзива, формирају се нове партизанске јединице. У јануару 1943. формран је Први морнарички одред у Подгори, у фебруару у Имотскоме Девета далматинска дивизија. Шеста и Осма дивизија, иако су биле потиснуте с главних праваца непријатељског деловања у Четвртој офанзиви, задржале су се у Лици и Кордуну и у априлу су вратиле изгубљену слободну територију у Лици, а Тринаеста приморско-горанска дивизија успешно је дејствовала у Горском Котару. У Славонији, Подравини и Мославини Четврта дивизија заузела је више места након офанзиве немачко-усташко-домобранских снага у априлу и вратила слободну територију. Средином маја у Славонији је формирана Десета дивизија (касније 28. славонска), а од ње и од Четврте дивизије формиран је Први славонски корпус (касније Шести). У априлу је формирана Унска оперативна група, приближне јачине три бригаде, која је дејствовала у Цазинској крајини, а током јуна и јула Дванаеста дивизија продрла је из Славоније у Хрватско загорје. У великим биткама на Неретви и Сутјесци учествовале су из Хрватске Седма банијска дивизија и Девета далматинска те Прва и Друга далматинска бригада. Од укупног броја погинулих бораца и старешина НОВЈ у бици на Сутјесци, више од 50% било је из Хрватске односно 4.105 од укупно 7.543 погинулих партизана.
Бројчано јачање јединица НОВ и ПОЈ и њихово деловање омогућили су да се отклоне последице Четврте офанзиве, даде нов замах ослободилачкој борби у Хрватској и обезбеди њен континуирани успон. Средином 1943, слободна територија обухватала је целу Лику осим Госпића, већи део Горског Котара, кордуна и Баније, знатне делове Далмације, Славоније, Хрватског Загорја, Мославине, Покупља и Жумберка. НОП у Хрватској налазио се у преломној фази у којој му је све више пролазило хрватско сељаштво.

## Оснивање и деловање ЗАВНОХ-а
Достигнути степен развоја НОБ-а у Хрватској омогућио је стварање највишег политичко-представничкг тела НОП-а у Хрватској, Земаљског антифашистичког вијећа народног ослобођења Хрватске. Већници АВНОЈ-а из Хрватске 1. марта 1943. формирали су Иницијативни одбор за стварање ЗАВНОХ-а. Иницијативни одбор ЗАВНОХ-а истакнуо је у својој изјави да је НОП "опћенародни покрет у којем судјелују сви хрватски и српски родољуби, без обзира на страначку, социјалну и вјерску припадност и да је НОП Хрватске саставни дио НОП-а Југославије, који се бори за ослобођење свих њених народа". На Плитвичким језерима и у Оточцу одржано је 13. и 14. јуна Прво заседање, на којем су представнци хрватског и српског народа и националних мањина у Хрватској конституисали ЗАВНОХ и изабрали његов Извршни одбор са Владимиром Назором на челу. У резолуцији су утврђени задаци ЗАВНОХ-а и као главни циљ била је постављена заједничка борба свих антифашистички и родољубиво расположених снага ради ослобођења Хрватске и стварања заједнице с осталим народима Југославије. Основањем ЗАВНОХ-а почела је нова етапа у развоју НОП-а у Хрватској. Отприлике у исто време одржана је и Прва конференција Антифашистичког фронта жена Хрватске и Прва конференција Уједињеног савеза антифашистичке омладине Хрватске у јуну 1943. године.

## Капитулација Италије и даље јачање НОП-а
У очекивању капитулације Италије, што је наговештено падом владе Бенита Мусолинија крајем јула, ратујуће стране на југословенском ратишту предузеле су све оперативне мере да би се што боље припремиле за реализацију планова у вези с могућим последицама испадања из ратног стања једне од чланица сила Осовине. Врховни штаб је тежиште деловања јединица усмерио у италијанску окупациону зону да би се разоружале италијанске јединице, прикупило оружје и ратна опрема те немачким јединицама онемогућио брз продор к јадранској обали. Немачка врховна команда реорганизовала је команду на Балкану и наредила својој 2. оклопној армији да у тренутку капитулације Италије заузме територију што су ју до тада држале италијанске трупе. Главни штаб Хрватске оријентисао је Шесту, Осму и Тринаесту дивизију, у духу упута Врховног штаба, према затварању комуникација које преко Кордуна, Горског Котара и Лике воде према јадранској обали, ако би се спречио продор немачких јединица. Исти задатак добиле су и далматинске партизанске јединице којих је Оперативни штаб, наокон повратка прекаљених обраца из битака на Неретви и Сутјесци, формирао нове бригаде и обновио Девету далматинску дивизију. ради појачања снага НОВ у Далмацији, Врховни штаб је тамо упутио у тренутку капитулације Италије Прву и Четврту дивизију.
Капитулација Италије 8. септембра снажно је одјекнула у народу под италијанском окупацијом и анексијом, и оружана борба попримила је широке размере. настао је свеопшти устанак у Далмацији и Истри. Ослобођени су готово цела Истра, Горски Котар, Хрватско приморје и Далмација с острвима. Јединице Главног штаба Хрватске разоружале су већи део италијанских окупационих снага и заплениле велике количине ратног материјала. Из ослобођених су крајева увелике придолазили борци који су попунили постојеће јединице НОВ и омогућили оснивање нових. У Далмацији је формиран Осми далматински корпус НОВЈ. Оснутак Морнарице НОВЈ те њено деловање били су нов снажан фактор НОР-а у целини, посебно у Хрватској. Преко средњодалматинских острва успостављена је веза с англо-америчким трупама у јужној Италији, што је било изузетно важно за НОП у целини. У Истри су биле формиране три бригаде и неколико партизанских одреда. Окружни и покрајински НОО-и за Истру прогласили су 13. и 25. септембра присаједињење Истре с Хрватском, а ЗАВНОХ, као највише представничко тело Хрватске донео је 20. септембра одлуку о сједињењу Истре, Ријеке, Кварнерских острва, Ластова и Задра с матицом Хрватском односно Југославијом. Он је истовремено прогласио ништавнима све уговоре , пактове и конвенције Краљевине Југославије и НДХ о разграничавању с Италијом.
Немачке јединице су током септембра наставиле продирати према обали водећи оштре борбе с јединицама НОВ. У раздобљу од капитулације Италије до средине октобра формирано је 14 нових бригада. Почетком новембра у Хрватској су, поред многих самосталних јединица, дејствовала 3 корпуса (Четврти, Шести и Осми) с десет дивизија НОВ, у саставу којих су од припадника националних мањина у Славонији формирани немачка чета „Ернст Телман”, мађарски батаљон „Шандор Петефи”, чехословачка бригада „Јан Жишка”, а у Истри италијански батаљон „Гарибалди”. На подручју северно од Саве јединице Шестог корпуса и Друге оперативне зоне ослободиле су већи део Славоније, Билогоре, Мославине, Подравине, Калника и Хрватског загорја. Добровољци из Међимурја, где су услови за развој НОП-а били изузетно тешки, све се више укључују у Калнички партизански одред у оквиру којега се у октпбру формирала Међимурска чета, а почетком 1944. Међимурски батаљон.

## Друго заседање ЗАВНОХ-а и немачко запоседање Јадрана
Снажан замах НОП-а након капитулације Италије обухватио је све делове Хрватске, која је тада била читава ослобођена осим највећих градова и комуникационих чворова. Према оцени команданта немачких снага у Хрватској, "влада ове болесне државне творевине потпуно је немоћна". Њене најбројније оружане снаге, домобранство, захватила је већа деморализација, па су домобрани често прелазили на страну Народноослободилачке војске, понекад читаве њхове сатније и бојне (чете и батаљони). Да би побољшао својеw позиције, усташки режим понудио је вођству ХСС-а удео у власти над НДХ, али ХСС није прихватио ту понуду ни немачку иницијативу да преузме власт у НДХ. У ситуацији насталој капитулацијом Италије, Владко Мачек је веровао да ће западни савезници извршити десант на источну јадранску обалу и у вези с том проценом настојаоје стећи чим већу моралну позицију да би обезбедио што већи утицај на одређивање положаја Хрватске и Југославије након краја рата. Вођство ХСС-а је настојало појачано утицати на домобранство, које би требало бити оружани ослонац у остварењу такве политике. Четничке снаге у Хрватској су до овог периода сведене на поједине мање групе, осим у Книнској крајини, где је Момчило Ђујић и даље успевао да одржава своје формације.
На пространој слободној територији створени су услови за интензиван рад свих институција НОП-а. Од средине 1943. до јесени исте године удвостручио се број НОО-а, а њихова се делатност разгранала преко одсека за привреду, просвету, здравство, управу и судство. Војнички успеси НОП-а у Хрватској створили су услове за одржавање Другог заседања ЗАВНОХ-а 12-15. октобра у Плашком. Оно је донело више важних одлука за изградњу и учвршћење народне власти. ЗАВНОХ је проширен са 47 нових већника и установљено је Председништво са Владимиром Назором на челу. Посебно политичко значење имала је изјава чланова Извршног одбора ХСС-а, формираног од истакнутих присталица ХСС-а који су е прикључили НОП-у и изразили му пуну подршку, док су истовремено осудили све остале чланове ХСС-а због пасивног држања и сарадње с окупаторско-квислиншким снагама или останка у југословенској избегличкој влади. Резолуцијом ЗАВНОХ-а изражена је воља народа да с енова државна заједница народа Југославије изгради на федеративном начелу, што је било утврђено посебном одлуком на Другом заседању АВНОЈ-а у новембру 1943, на којем је учествовало 37 већника из Хрватске.
Због важности јадранске обале, острва и залеђа за одбрану Балканског полуострва, немачка Врховна команда наредила је команди 2. оклопне армије да заузме подручја што их је држала италијанска војска и да с обалног појаса потисне јединице НОВ. Зато је пребацила у Хрватску још неколико дивизија, два моторизована пука и већи број самосталних батаљона. У операцијама су на одређено кратко време биле ангажоване успутно и једна пешадијска и тенковска дивизија. У низу операција до краја године, немачке снаге заузеле су већи део Истре, Хрватског приморја и Горског котара, део Далмације, готово цео облани појас и главне комуникације према обали. Том приликом попалили су многа насеља и извршили масовне злочине. Становништво је морало да напушта домове и склањало се у збегове. Само из Далмације било је до априла 1944. године пребачено у збегове у Италију и Африку (Ел Шат) више од 30.000 људи. У тим је операцијама Осми корпус свладао проблем очувања живе силе те постао важном оперативном снагом у Далмацији. До јануара 1944, немачке снаге заузеле су сва средњодалматинска острва осим Виса, на који су се повукле 26. дивизија и јединице Морнарице те га претвориле у главну војнопоморску базу. Истовремено се повећавао број партизанских јединица; формиране су четири нове дивизије, крајем јануара под командом ГШ Хрватске дејствовао је Четврти корпус на Кордуну, Банији и Покупљу, Шести корпус у Славонији, Осми корпус у Далмацији и на подручју Ливна, Десети корпус у Загребачкој области и Једанаести корпус у Лици, Горском котару, Хрватском приморју и Истри - укупно 14 дивизија и тридесетак партизанских одреда. Тежиште дејствовања јединица НОВ и ПО Хрватске зими 1943/1944. пренело се на главне комуникације. У пролеће 1944. отпочела је изразитија офанзивност јединица НОВ у целој Хрватској. У Истри је оживела оружана борба, формиране су Прва 1. априла и Друга истарска бригада 11. јуна. На оперативном подручју Осмог корпуса најзначајнији су били десантни препади 26. дивизије и  јединица морнарице НОВЈ с Виса на острва Корчулу и Брач. Особито важне биле су офанзивне операције јединица под командом ГШХ у време немачког десанта на Дрвар 25. маја, предузете ради растерећења притиска према Дрвару и одвлачења немачких снага с тежишта напада. након неуспеха офанзиве ЦК КПЈ и Врховни штаб пребацили су се на Вис, који је био њихово седиште од 7. јуна до 18. септембра 1944. године.

## Треће заседање ЗАВНОХ-а и формирање ЈНОФ Хрватске
Трајним развојем оружане борбе на подручју целе Хрватске настављен је процес јачања изграње политичке основе НОП-а. ЦК КПХ прихватио је на седници 24. марта одлуку да се организационоформира Јединствени народноослободилачки фронт у Хрватској. Појачана је и диференцијација међу присталицама ХСС-ом што је било изражено и у Резолуцији Извршног одбора ХСС-а од 29. априла 1944. године у којој је осуђена Мачекова "ранија и тадашња политика", а изражена приврженост НОП-у и његовим циљевима. У Топуском је 8. и 9. маја одржано Треће заседање ЗАВНОХ-а, који се тада конституисао као  врховно законодавно и представничко тело и највиши орган државне власти у Хрватској. Тада је ЗАВНОХ донео више важних одлука: Одлука о одобрењу рада представника Хрватске на Другом засједању АВНОЈ-а, Одлука о ЗАВНОХ-у као врховном законодавном и извршном народном представничком тијелу и највишем органу државне власти демократске Хрватске, Декларација о основним правима народа играђана демократске Хрватске и остало. Изабрано је ново предсдништво с 31 чланом, председником Владимиром Назором и секретаром Павлом Грегорићем. Треће заседање ЗАВНОХ-а било је политички и државноправни темељ успоставе федералне Хрватске у склопу Демократске Федеративне Југославије.
Након Трећег заседања ЗАВНОХ-а, на основу раније донесене одлуке ЦК КПХ, организационо је формиран Јединствени народноослободилачки фронт. У Топуском је 18. маја 1944. одржана Оснивачка конференција ЈНОФ-а и изабран његов Извршни одбор. Поред УСАОХ-а и АФЖ-а, у оквиру Фронта деловали су и Извршни одбор ХСС-а и Српски клуб вијећника ЗАВНОХ-а, конституисан јануара 1944. у Оточцу. У лето и јесен 1944. на свим подручјиа Хрватске одржавале су се конференције, састанци и изборови на којима су бирани одбори ЈНОФ-а.
Просвета, култура, уметничко стваралаштво у готово свим подручјима постали су у то време саставни део општих друштвених кретања и попримали размере културног препорода. Просветна одељења НОО-а на слободној територији Хрватске организовали су крајем 1944. рад око 1.350 основних школа, с око 90.000 ученика и више од 2.300 наставника, тридесетак средњих школа и партизанских гимназија. На слободној територији радило је 20 штампарија и излазило више од 270 листова и билтена. Више од стотину ликовних уметника Хрватске учествовало је у НОБ-у, прилком чега су настала бројна уметничка ликовна дела која су инспирисала и подстицала на борбу. У окпираном Сплиту и слободном Оточцу биле су организоване изложбе ликовних дела. На Хвару је 18. и 19. децембра 1943. одржана Конференција културних радника Далмације, којој је присуствовало око 40 учесника. Једна од најважнијих манифестација био је Први конгрес културних радника Хрватске, одржан 25-27. јуна 1944. у Топуском. На конгресу је учествовало око 200 културних и јавних радника - књижевника, новинара, професионалних глумаца, ликовних уметника, глазбеника, инжињера, архитеката и осталих. Нешто после одржани су Први конгрес правника, Први конгрес лекара и саветовање просветних радника Хрватске. Средином августа одржана је конференција културних радника Истре.
Руководство покрета у Хрватској суочило се с проблемом секташтва у сопственим редовима радикалним иступањем Андрије Хебранга против Владка Мачека. Хебранг се залагао за тенденцију да се отворено прогласе непријатељима сви који су у рату још увек били пасивни, особито оне присталице ХСС-а који су и даље били за "политику чекања". Овакви ставови били су противни политици новоформиране Јединствене народноослободилачке фронте Хрватске, која је према таквим члановима ХСС-а наступала политиком постепеног убеђивања на опасност "политике чекања", која је ишла на руку окупаторско-квислиншким снагама.  Хебранг је, што се тиче ЈНОФ-а Хрватске сматрао да ЈНОФ треба оформити као коалицију свих антифашистичких и родољубивих политичких странака. Међутим, Владимир Бакарић му се супроставио тврдњом да би таква политика помогла оживљење предратних грађанских странака и "отворила врата рестаурацији старога". Због свега тога, али и неких других ставова, ЦК КПЈ је октобра 1944. сменио Хебранга, а функцију секретара ЦК КПХ преузео је Владимир Бакарић.
Средином 1944, када Други светски рат улази у завршну фазу, а Врховни штаб на Вису планира завршне операције на југословенском ратишту, у Хрватској има око 110.000 бораца, сврстаних у 5 корпуса НОВЈ. У лето 1944. основане су 40. славонска и 1. хрватска дивизија КНОЈ-а. Крајем августа формирана је 43. истарска дивизија, у Истри дејствује око 700 бораца, а од партизана италијанске народности формиран је батаљон „Пино Будицин”.

## Ослобођење Хрватске
У првој етапи завршних операција за ослобођење Југославије, ослобођен је јужни део Хрватске; Осми корпус и Морнарица НОВЈ ослободили су у операцијама од септембра до децембра целу Далмацију. У међувремену се одвијала и операција за ослобођење Београда током октобра. У ослобођењу Београда учествовало је, у саставу Шесте личке и 28. славонске дивизије и Тринаесте пролетерске бригаде „Раде Кончар”, 16.000 бораца и старешина. Од укупно погинулих 3.000 бораца НОВЈ за ослобођење Београда, из Хрватске је из наведених јединица погинуло 977 бораца, што је био велик допринос НОП-а Хрватске ослобођењу града. Остала четири корпуса, осим Осмог, под командом Главног штаба Хрватске у том су раздобљу, у духу општих директива Врховног штаба, дејствовали у позадини непријатељског фронта који се протезао од Драве, преко Срема, Босне и јужне Лике до Јадранског мора, ослободили велик део Хрватске и спречавали маневар непријатељских јединица, њихово повезивање између Јадранског мора и унутрашњости.
Средином 1944. организован је систем народне власти у читавој Хрватској. Тада је било активно више од 4.700 НОО-а, од тога 4 обласна НОО-а (Далмација, Загребачка област, Славонија и Истра), 15 окружних, 105 котарских 529 општинских и око 4.000 сеоских. Тако је до краја 1944. Хрватска имала готово у целини изграђену организацију нове власти.
Што се рат више приближавао крају, тиме су квислиншке снаге настојале на неки начин да спасе своје позиције покушајима да се повежу са Савезницима на западу. Зато је дошло је преговора између Мачекова крила ХСС-а и Анте Павелића, слања емисара у иностранство, неуспеле завере Вокић—Лорковић, којом је планирано рушење Павелића с власти и пребачај НДХ на страну Савезника. Споразум Тито—Шубашић из јуна 1944. још је више умањио ионако неизгледне шансе квислиншких снага да промене страну у рату. Титова "Декларација о амнестији припадника квислиншких формација", издана августа 1944, утицала је на даље слабљење домобранских јединица, које су прелазиле на страну НОП-а. Поједини чланови Мачекова крила ХСС-а настојали су ослабити ЈНОФ Хрватске, у коме су само декларативно прихватали његова начела, а заправо су покушавали наметнути партнерство с Мачековим ХСС-ом и обезбедити што већи утицај на даљи развој догађаја у Хрватској. То се посебно показало у предлозима Мачекова емисара Аугуста Кошутића, који је у спетембру дошао на слободну територију и поднео руководству НОП-а предлоге о ставрању заједничког "Врховног вијећа Републике Хрватске" (од већника ЗАВНОХ-а и посланика ХСС-а изабраних на изборима 1938) и заједничке "хрватске војске" (састављене од НОВ и домобранских јединица). Руководство НОП-а одбацило је те предлоге.
Оружане снаге НОП-а у Хрватској у другој половици 1944. стално су се повећавале, тако да су крајем те године и почетком 1945. имале више од 150.000 бораца. Оперативне јединице, 59 бригада, 17 дивизија, 5 корпуса, имале су 100.740 бораца. У Морнарици НОВЈ, која је тада углавном дејствовала на хрватском обалном подручју, било је 13.719 бораца, а у дивизији КНОЈ-а око 10.000. У војнопозадинским установама и јединицама било је око 40.000 људи. Немачке снаге, којих је главнина због пробоја Групе армија „Е” с југоистока била на територији НДХ, и даље су пружале жесток отпор. Тада је на том подручју било 5 немачких корпуса, с око 300.000 војника и уједињене усташко-домобранске јединице (ХОС), 15 дивизија са око 150.000 војника. Адолф Хитлер је наредио да "остаје и даље на снази да се брани хрватско подручје", јер је по његовој замисли и део Хрватске припадао последњем одбрамбеном бастиону, Алпској тврђави. На југословенском ратишту, 1. јануара 1945. године фориране су Прва, Друга и Трећа армија, док је Четврта армија формирана 2. марта на територији Хрватске, од Осмог и Једанаестог корпуса, у складу са стратешким планом Врховног штаба о завршним операцијама за ослобођење Југославије. Народноослободилачка војска Југославије преименована је 1. марта у Југословенску армију (ЈА).
Завршну офанзиву Југослвенске армије најпре је почела Четврта армија пробојем немачког фронта у Лици. У операцијама Четврте армије и јединица Југословенске морнарице, којима се придружио и Четврти корпус, а трајале су готово 50 дана, од 20. марта до 7. маја, разбијена су два немачка корпуса и ослобођени Лика, Горски котар, Хрватско приморје, Кварнерска острва и Истра, Трст и Словеначко приморје. Након што је Прва армија 12. априла у Срему пробила немачки фронт између Драве и Саве, она је са Трећом армијом, Шестим и Десетим корпусом ослободила Славонију. После вишедневних жестоких борби у долини Уне, на подручју Карловца и на прилазима Загребу, три армије, заједно са Шестим и Десетим корпусом, разбиле су непријатељску одбрану, продрле на запад и ослободиле 4. маја Суњу, 5. маја Сисак и Петрињу, 7. маја Карловац и Вараждин, а 8. маја Загреб. Тиме је била ослобођена цела Хрватска.
Усташка је влада покушала у току завршних операција за ослобоеђење, подупрта католичким клером с Алојзијем Степинцем на челу, обезбедити подршку западних Савезника у очувању НДХ. Крајем марта 1945. у Загребу је одржана бискупска конференција на којој је усвојена посланица с оштрицом усмереном против НОП-а, у којој се апелује за "обрану вјере, заштиту свећенства, за обрану НДХ". Анте Павелић упутио је почетком маја меморандум владе НХД фелдмаршалу Харолду Александеру, врховном команданту савезничких снага за Медитеран, који тај меморандум није ни размотрио. Међутим, даљи развоји догађаја у Југославији, као и они међународни, свели су покушаје спасавања НДХ на план како да се побегне из земље, што је Павелић и учинио уочи ослобођења Загреба, обезбедивши бег и Владку Мачеку.

### Прва народна влада Хрватске
У исто време док трају завршне операције за ослобођење земље, институције НОП-а, политичке организације и органи власти на челу са ЗАВНОХ-ом предузимају мере за сређивање прилика, оживљавање привреде и организацију живота на ослобођеном подручју Хрватске. На основи упута Председништва АВНОЈ-а од 5. априла 1945. о темељним опредељењима за оснивање влада федералних јединица, председништво ЗАВНОХ-а доноси одлуку о формирању Народне владе Хрватске. У Сплиту је Владимир Бакарић 14. априла саставио владу ЈНОФ-а, с потпредседницима Фрањом Гажијем и Радетом Прибићевићем. Влада "објављује да ће брижно остваривати равноправност Хрвата и Срба и улагати напоре за јачање братства и јединства народа Југославије". До средине маја влада је радила у Шибенику, а од 20. маја у Загребу.

## Биланс
Иако су током 1941. и 1942. већина хрватских партизана били Срби, од октобра 1943. већина су били Хрвати. То је био резултат преласка руководства ХСС−а на страну НОП−а јуна 1943. године, посебно Божидара Маговца, као и замаха након капитулације Италије. Како је Народноослободилачки покрет постепено постајао све популарнији од краја 1943. приступало му је све више Хрвата. Процес је убрзан партизанском понудом опште амнестије од 15. септембра 1944. свакоме ко се придружио НОП−у, а да није учествовао у злочинима. Само у периоду од 1. до 15. септембра 1944. Источној групи партизанских одреда у околини Бјеловара приступило је 245 домобранских војника са пуним наоружањем. До краја 1943. Хрватска, која је чинила 24% југословенског становништва, дала је више партизана него Србија, Црна Гора, Словенија и Македонија заједно. НОП Хрватске био је јединствен у Европи по броју Јевреја у својим редовима.
Према историчару Иви Голдштајну, крајем 1941. године, 77% хрватских партизана су били Срби и 21,5% Хрвати. До августа 1942. године удео Хрвата порастао је на 32%, а до септембра 1943. на 34%. Након капитулације Италије, број Хрвата у партизанским редовима наставио је нагло да расте и почетком 1944. године 60,4% су били Хрвати, 28,6% Срби, 2,8% Бошњаци и 8,2% остали (Словенци, Јевреји, Црногорци, Италијани, Чеси и Фолксдојчери). 70% бораца било је млађе од 25 година.
Хрватска је имала 251 партизански одред, 78 бригада и 17 дивизија. Од 17 корпуса, 5 је дејствовало у Хрватској са укупно 200.000 бораца који су се борили против око пола милиона немачких, усташких и четничких снага у последњих пет месеци рата. НОП Хрватске је с обзиром на број становника имао и највећи удео у броју жртава. Од 206.000 погинулих бораца НОВЈ током рата, 64.000 су били из Хрватске. Што се тиче губитка окупаторско-квислиншких снага током рата, према историчарима Владимиру Жерјавићу и Николи Анићу у борби с НОВ Хрватске погинуло је око 190.000 војника - од тога припадника Вермахта 90.000, војске Краљевине Италије 50.000, војске НДХ 50.000 и четника Драже Михаиловића 5.000 војника.

## Истакнуте личности НОП-а и народни хероји Хрватске
| - Владо Багат - Маријан Бадел - Владимир Бакарић - Ђуро Бакрач - Анте Банина - Петар Бишкуп Вено - Јаков Блажевић - Гедеон Богдановић - Живко Бронзић - Виктор Бубањ - Бошко Буха - Васиљ Гаћеша - Љубица Геровац | - Иван Гошњак - Павле Грегорић - Јанко Гредељ - Никола Демоња - Нада Димић - Роберт Домани - Милан Жежељ - Раде Жигић - Миливој Јамбришак - Владо Јанић Цапо - Ђоко Јованић - Иван Горан Ковачић - Славко Комар | - Драгица Кончар - Раде Кончар - Иван Стево Крајачић - Јосип Краш - Вицко Крстуловић - Иво Лола Рибар - Иван Маринковић Славко - Никола Миљановић Караула - Никола Мараковић Нина - Карло Мразовић - Владимир Назор - Фрањо Огулинац Сељо - Стево Ј. Опачић | - Марко Орешковић - Павле Пап Шиља - Ката Пејновић - Владимир Поповић - Иван Рукавина - Иван Сењуг Ујак - Јосип Смодлака - Милан Станивуковић - Стјепан Стево Филиповић - Андрија Хебранг - Већеслав Хољевац - Маријан Цветковић - Иван Шибл |